# 周蜜
周蜜（1979年2月18日—），廣西南寧人，原中國國家女子羽毛球隊成員，後移居香港，並代表香港參加國際賽事。個人最高世界排名第1位，曾奪得雅典奧運女子羽毛球單打銅牌。
周蜜於2010年6月接受世界反興奮劑組織（WADA）突擊藥檢時，被發現其尿液樣本中含禁藥「克倫特羅」（疑为吃了瘦肉精的猪肉所致）；其後，世界羽聯決定判罰她停賽兩年，禁賽期由2010年8月4日起計算。現已退役。

## 羽毛球生涯

### 早期及出道
周蜜9歲半才開始接受羽毛球訓練，較同齡的小孩晚了兩年多；然而，她仍憑借其出色的天赋，很快在羽毛球場上取得表現，練球數月便入選廣西省羽毛球隊，其後更入選中国国家羽毛球队。
未到20歲的周蜜已在國際場上嶄露頭角。1998年，她先後奪得汶萊及荷蘭羽毛球公開賽的冠、亞軍；一年後，她在更高級別的全英羽毛球公開賽贏得女單季軍；同年，又分別贏得韓國、中國羽毛球公開賽的冠軍，以及中華台北羽毛球公開賽的亞軍。

### 女單稱霸
2000年，隨著叶钊颖、戴韫和龚智超等女單大將先後在悉尼奥运会後退役或淡出國家隊，周蜜和隊中另一位新秀龚睿那得以有機會接棒成為「新一姐」。年間，周蜜贏得全國錦標賽冠軍，並取得了多項公開賽冠軍（包括荷兰、丹麦公开赛）；其後一年更是她豐收的一年，除了包辦多項公開賽的錦標（包括日本公开赛冠军，全英、马来西亚公开赛亚军及世界羽毛球大奖赛总决赛冠军）外，又奪得世锦赛和九運會的女單銀牌。出色的表現令周蜜首度登上世界排名第一的寶座。
2002年，周蜜又再取得多個公開賽的獎項（包括：日本、新加坡公开赛冠军，印尼公开赛亚军，全英、韩国公开赛第3名，亞洲羽毛球錦標賽冠军）；並且以國家隊主力的身分，贏得釜山亚运会羽毛球比賽女单金牌及尤伯杯冠军；她的世界排名亦繼續蟬聯第一。
2003年，周蜜續在公開賽奪得多個獎牌，當中包括全英、马来西亚、中国公开赛的冠军，新加坡及丹麦公开赛的亚军等等；可惜，她始終未能拿得一項屬於個人的世界冠軍。在2003年世界羽毛球錦標賽中，她繼去屆後再次敗在龚睿那拍下，無緣決賽。

### 生涯轉捩點
2004年是周蜜羽毛球生涯的轉捩點。受著連年征戰積下的伤病困扰，她在公開賽的表現明顯不復過往，僅能取得全英公开赛的亚军，以及闖進瑞士、日本公开赛的四强；但在國家隊方面，她卻依然是隊中的主力，除協助中國隊贏得尤伯杯冠军外，也是雅典奧運會的女單代表之一。

#### 奧運讓球風波
2004年8月，周蜜代表中国參加在希臘雅典舉行的奥林匹克运动会羽毛球比赛女單賽事。她先後淘汰德國的徐怀雯、日本的森加織及保加利亞的佩蒂娅·内德尔奇娃一路殺入準決賽，並與另外兩名中國代表龚睿那和张宁一同會師四強，女单金牌幾成中國隊的囊中物。然而，由於龚睿那在首場準決賽出乎意料地敗给荷兰的张海丽，中國隊的主教練李永波為確保保住这枚女單金牌，遂決定「派」状态最好的队员進入決賽。
第二場準決賽如期上演，由周蜜與张宁對陣。二人在首局的争夺非常激烈，但周蜜受制於张宁攻守平衡的打法，最後以6-11先失一局。李永波看過第一局的比賽後，認定张宁在各方面的状态較好，而且以往对阵张海丽的战绩不错，故在第一局结束时走到周蜜身旁跟她说：「按照以往的惯例不要拼了，让张宁保留体力拼决赛」，然后拍了拍她的肩膀；這場景也出現在電視直播的畫面上。第二局展開後，周蜜的表現判若兩人，全然沒有像第一局的拼勁，很快就以4-11败陣。最終，张宁成功拿得該面奥运金牌，而周蜜只能在季軍戰勝出後，奪得一面銅牌。四年後，李永波在的一個訪問中，承認當時的確曾指示周蜜讓球，並認為「只要金牌是中国的，谁拿的不重要」。

#### 教練勸退
奧運會後，周蜜受著髌骨软骨软化症影響嚴重影響表現，成绩直线下滑，她亦因此被逼從國家隊的主力位置退下，並在李永波的「安排」下，在26歲時退役。
退役後，周蜜重拾自由的生活，並決定四處去体验其它国家的训练方式，曾到过韩国、马来西亚和新加坡等地觀摩和當訓練員；然而，由於這個關係，令國內有关「周蜜将加入马来西亚羽毛球队」的报道不脛而走，普遍輿論責難她「賣國」，要她公開聲明才能平息謠言。

### 再創高峰

#### 轉戰香港
2006年，周蜜不甘放棄羽毛球事業，決定重返賽場。正好香港推出优才计划，她便主动聯絡香港羽毛球队的教练陈智才，「復出」加盟香港羽毛球隊，並在2007年起代表香港参加羽毛球比赛。
刚到香港时，教練要求她不要急於重返赛场，反而要耐心把伤病养好。她在回歸羽壇半年後始才重新活跃於国际赛场，先是夺得级别較低的迈阿密邀请赛、新西兰公开赛及菲律宾公开赛冠军，後又闖進级别較高的丹麦和澳门公开赛的八强。随着参加的比赛逐漸增多，周蜜的世界排名迅速攀升，短短半年间，排名已從200位以外爬升到第13位。

#### 重登
2008年，重拾狀態的周蜜接連夺得韩国公开赛、印度公开赛、中国大师赛、澳门公开赛及新西兰公开赛冠军，又在新加坡公开赛、丹麦超级赛和日本超级赛贏得亚军。10月30日，29歲的周蜜事隔4年後重登世界第一，惟不同的是，身份卻由中國國手變成香港代表，更是史上首位榮膺一姐頭銜的香港羽毛球選手，打破了現役中國國家隊運動員壟斷后座長達858天的歷史。
雖然周蜜在公開賽戰績輝煌，但卻無助她在奧運場上一雪前恥。2008年4月，為期一年的奥运积分赛结束，周蜜的積分排名第10，在隊中僅排在王晨之后，按照此排名，她理應拿到奥运的入場券；然而，国际奥委会裁決認為，周蜜在香港生活、工作时间还未夠七年，因此未合資格代表香港參賽。
2009年，周蜜雖未能保住世界第一的寶座，但其在公開賽的成績依然不俗；除贏得新加坡公开赛的冠军及马来西亚超级赛亚军外，在韩国超级赛、瑞士超级赛、全英公开赛等頂級賽事都能進入四強或八强。

### 禁藥風波
2010年6月，周蜜在參加新加坡公开赛期間接受了世界反興奮劑組織（WADA）的飛行藥檢（不固定藥檢）。結果，其尿液樣本呈陽性反應，被驗出含有俗稱「瘦肉精」的禁藥克倫特羅。世界羽聯於7月27日收到WADA的報告並通知香港羽總，周蜜遂棄戰8月的世錦賽，並親身出席世界羽聯在丹麥哥本哈根總部的聆訊。最終，聆訊小組根據禁藥條例第10.2條，判周蜜自2010年8月4日起，停賽兩年。
周蜜被禁賽兩年，期間不得出席世界羽聯及香港羽總舉辦的任何賽事，意味她將無法參加2010年的廣州亞運和2012年的倫敦奧運；而禁賽期間，她亦不得收取香港羽總之任何金錢利益，香港體育學院亦會暫停她的獎學金運動員資格，停止向她發放每月25000元的資助。
周蜜在9月份召開新闻发布会，澄清自己纯屬无辜。她表示自己在新加坡公开赛和印尼公开赛期间生病，並曾在当地药店購買感冒药服用；有關成药可能含禁药成分，致使她未能通過藥檢。然而，世界羽聯沒有接納她的上訴，並繼續維持停賽的原判。事後，周蜜被證實離開香港隊，並傳獲馬來西亞國家隊邀請擔任教練，但實際去向尚未明確。
2011年10月，其時已懷有八個月身孕的周蜜召開記者會展示證明自己清白的新證據，包括一份由香港科技大學分子檢測實驗室發出的頭髮驗毒測試報告，報告顯示樣本的克倫特羅濃度極低；此外，香港城市大學生物及化學系林漢華博士亦作出獨立評估，認為該檢測報告與世界羽聯的尿樣檢測報告結果一致，但如此低濃度的克倫特羅並不能提升運動表現，她有可能因食用受污染的豬肉而吸收克倫特羅。
2014年3月1日，周蜜正式從羽毛球世界聯會註冊退役。

## 主要比賽成績
只列出曾進入準決賽的國際賽事成績：
| 年份   | 賽事                     | 公開賽級別 | 項目     | 成績   |
| ------ | ------------------------ | ---------- | -------- | ------ |
| 2001年 | 世界羽毛球大獎賽總決賽   | 其他       | 女子單打 | 冠軍   |
| 2002年 | 亞洲羽毛球錦標賽         | 其他       | 女子單打 | 冠軍   |
| 2004年 | 全英羽毛球公開賽         |            | 女子單打 | 準決賽 |
| 2005年 | 中國羽毛球大師賽         |            | 女子單打 | 亞軍   |
| 2007年 | 紐西蘭羽毛球大獎賽       | 大獎賽     | 女子單打 | 冠軍   |
| 2007年 | 泰國羽毛球黃金大獎賽     | 黃金大獎賽 | 女子單打 | 亞軍   |
| 2007年 | 菲律賓羽毛球公開賽       | 黃金大獎賽 | 女子單打 | 冠軍   |
| 2008年 | 韓國羽毛球超級賽         | 超級賽     | 女子單打 | 冠軍   |
| 2008年 | 印度羽毛球黃金大獎賽     | 黃金大獎賽 | 女子單打 | 冠軍   |
| 2008年 | 新加坡羽毛球超級賽       | 超級賽     | 女子單打 | 亞軍   |
| 2008年 | 日本羽毛球超級賽         | 超級賽     | 女子單打 | 亞軍   |
| 2008年 | 中國羽毛球大師賽         | 超級賽     | 女子單打 | 冠軍   |
| 2008年 | 澳門羽毛球黃金大獎賽     | 黃金大獎賽 | 女子單打 | 冠軍   |
| 2008年 | 丹麥羽毛球超級賽         | 超級賽     | 女子單打 | 亞軍   |
| 2008年 | 紐西蘭羽毛球大獎賽       | 大獎賽     | 女子單打 | 冠軍   |
| 2008年 | 香港羽毛球超級賽         | 超級賽     | 女子單打 | 準決賽 |
| 2008年 | 世界羽聯超級系列賽總決賽 | 超級賽     | 女子單打 | 冠軍   |
| 2009年 | 馬來西亞羽毛球超級賽     | 超級賽     | 女子單打 | 亞軍   |
| 2009年 | 韓國羽毛球超級賽         | 超級賽     | 女子單打 | 準決賽 |
| 2009年 | 菲律賓羽毛球黃金大獎賽   | 黃金大獎賽 | 女子單打 | 亞軍   |
| 2010年 | 亞洲羽毛球錦標賽         | 其他       | 女子單打 | 季軍   |
| 2010年 | 馬來西亞羽毛球黃金大獎賽 | 黃金大獎賽 | 女子單打 | 亞軍   |
| 2010年 | 澳門羽毛球黃金大獎賽     | 黃金大獎賽 | 女子單打 | 準決賽 |

| 2007-2017年 | 首要超級賽 | 超級賽 | 黃金大獎賽 | 大獎賽 | 國際挑戰賽 | 國際系列賽 | 未來系列賽 | 其他 |

### 奧運會和世錦賽參賽紀錄
|          | 2001 | 2003 | 2004 | 2005 |  | 2006 | 2007 | 2008 | 2009 | 2010        |
| -------- | ---- | ---- | ---- | ---- |  | ---- | ---- | ---- | ---- | ----------- |
| 女子單打 | 亞軍 | 季軍 | 銅牌 | 64強 |  | －   | －   | －   | 8強  | 64強 (退賽) |

## 主要對賽紀錄
周蜜與主要對手的對賽成績如下（只列出對賽六次或以上對手）：
中國隊隊員
| 對手   | 對賽次數 | 勝 - 負 | 總計 |
| ------ | -------- | ------- | ---- |
| 龚睿那 | 21       | 10 - 11 | -1   |
| 张宁   | 20       | 12 - 8  | +4   |
| 谢杏芳 | 12       | 9 - 3   | +6   |
| / 王晨 | 8        | 5 - 3   | +3   |
| 卢兰   | 7        | 6 - 1   | +5   |
| 戴韫   | 6        | 3 - 3   | ±0   |
| 朱琳   | 6        | 1 - 5   | -4   |

其他選手
| 對手          | 對賽次數 | 勝 - 負 | 總計 |
| ------------- | -------- | ------- | ---- |
| 張海麗        | 11       | 6 - 5   | +1   |
| 森加織        | 10       | 10 - 0  | +10  |
| 蒂内·鲍恩     | 9        | 6 - 3   | +3   |
| 卡米拉·马尔廷 | 8        | 4 - 4   | ±0   |
| 皮红艳        | 7        | 4 - 3   | +1   |
| 姚洁          | 7        | 7 - 0   | +7   |
| 苏姬特拉      | 6        | 6 - 0   | +6   |
| 廣瀨榮理子    | 6        | 4 - 2   | +2   |
| 全在娟        | 6        | 6 - 0   | +6   |
| 波帕特        | 6        | 6 - 0   | +6   |
| 徐怀雯        | 6        | 3 - 3   | ±0   |

## 個人生活
周蜜與大自己6歲的胡洁在2011年2月18日註冊結婚。由於夫婦二人都在2月18日出生，故他們特意選擇這共同生日的日子成婚。